# Zak Hilditch
Zak Hilditch est un réalisateur et scénariste australien.

## Biographie
Zak Hilditch est diplômé à l’université Curtin à Perth en Australie-Occidentale.

## Filmographie

### En tant que réalisateur

#### Longs métrages
- 2003 : Waiting for Naval Base Lilly
- 2005 : The Actress
- 2007 : Plum Role
- 2010 : The Toll
- 2014 : These Final Hours
- 2017 : 1922
- 2019 : La Morsure du crotale (Rattlesnake)
- 2024 : We Bury the Dead

#### Courts métrages
- 2006 : At Play
- 2006 : The Glimpse
- 2007 : Before Closing (vidéo)
- 2009 : Arrivals and Departures
- 2012 : Transmission

#### Série télévisée
- 2011 : Henry & Aaron's 7 Steps to Superstardom  (3 épisodes)

### En tant que scénariste

#### Longs métrages
- 2003 : Waiting for Naval Base Lilly de lui-même
- 2005 : The Actress de lui-même
- 2007 : Plum Role de lui-même
- 2010 : The Toll de lui-même
- 2014 : These Final Hours de lui-même
- 2017 : 1922 de lui-même
- 2019 : La Morsure du crotale (Rattlesnake) de lui-même
- 2024 : We Bury the Dead de lui-même

#### Courts métrages
- 2005 : Nightfill de Luke Jago
- 2006 : At Play de lui-même
- 2006 : The Glimpse de lui-même
- 2007 : Before Closing de lui-même (vidéo)
- 2009 : Arrivals and Departures de lui-même
- 2012 : Transmission de lui-même

### En tant que producteur

#### Longs métrages
- 2003 : Waiting for Naval Base Lilly de lui-même
- 2005 : The Actress de lui-même
- 2007 : Plum Role de lui-même
- 2010 : The Toll de lui-même
- 2017 : 1922 de lui-même
- 2019 : La Morsure du crotale (Rattlesnake) de lui-même

## Distinctions

### Nominations
These Final Hours
- Festival de Cannes 2014 :
  - Présenté en compétition à la Quinzaine des réalisateurs
  - En compétition pour la Caméra d'or

- Festival international du film fantastique de Gérardmer 2015 : En compétition pour le Grand Prix